# 布拉舍 (紐約州)
布拉舍（英語：Brasher）是一個位於美國紐約州聖羅倫斯縣的鎮。

## 人口
根據2020年美國人口普查的數據，布拉舍的面積為238.46平方千米，當中陸地面積為235.96平方千米，而水域面積為2.50平方千米。當地共有人口2627人，而人口密度為每平方千米11人。